# Šturmų žuvies restoranas
Šturmų žuvies restoranas nebo Šturmų švyturys, česky lze přeložit jako Rybí restaurace Šturmai nebo Maják ve Šturmech, je přímořská restaurace ve vesnici Šturmai v seniorátu Kintai v okrese Šilutė v Klaipėdském kraji v západní Litvě. Nachází se na pobřeží Kurského zálivu Baltského moře. Restaurace pravidelně patří mezi nejlepší v Litvě.

## Další informace
Šturmų žuvies restoranas je restaurace, která vaří své produkty z čerstvých litevských ryb. Interiér restaurace a její vybavení působí dojmem jednoduchosti, útulnosti a originality. Menu se skládá jen z mála jídel a na litevské poměry je netradiční. Záleží totiž na každodenním umu a štěstí místních rybářů, co dnes budete jíst. Čerstvé úlovky jsou uloženy na ledu. Host si můžete vybrat, kterou rybu/plody moře mu šéfkuchař restaurace připraví přímo před jeho očima. Populární je také místní rybí polévka. U restaurace je útulná venkovní terasa u starých rybářských lodí. Poblíž restaurace se také nachází hotel, malý přístav a pláž, které společně tvoří útulný architektonický a rekreační celek v duchu tradic Malé Litvy. Obdobná restaurace se nachází ve Vilniusu ve čtvrti Užupis.

## Galerie

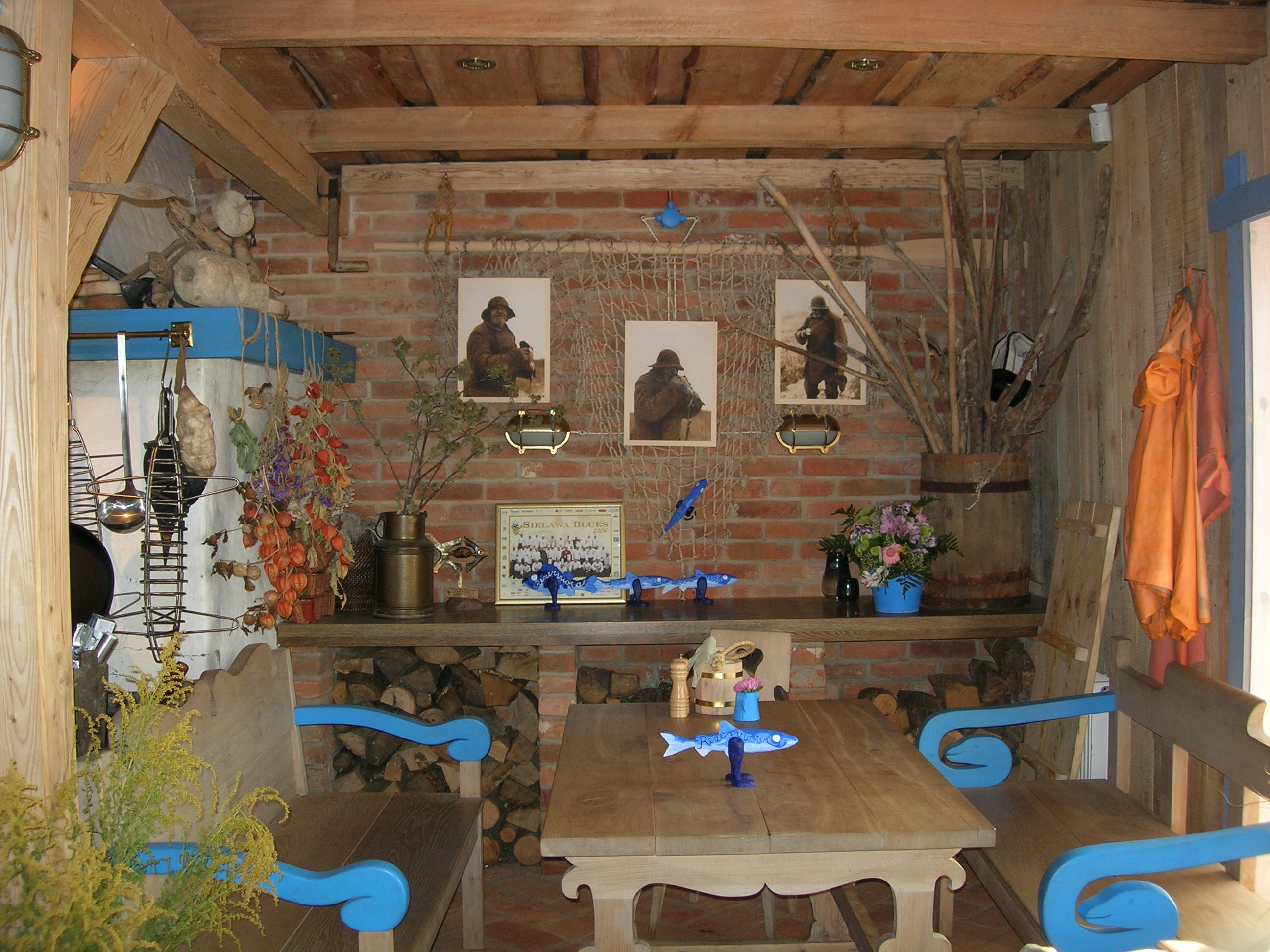
Exteriér restaurace
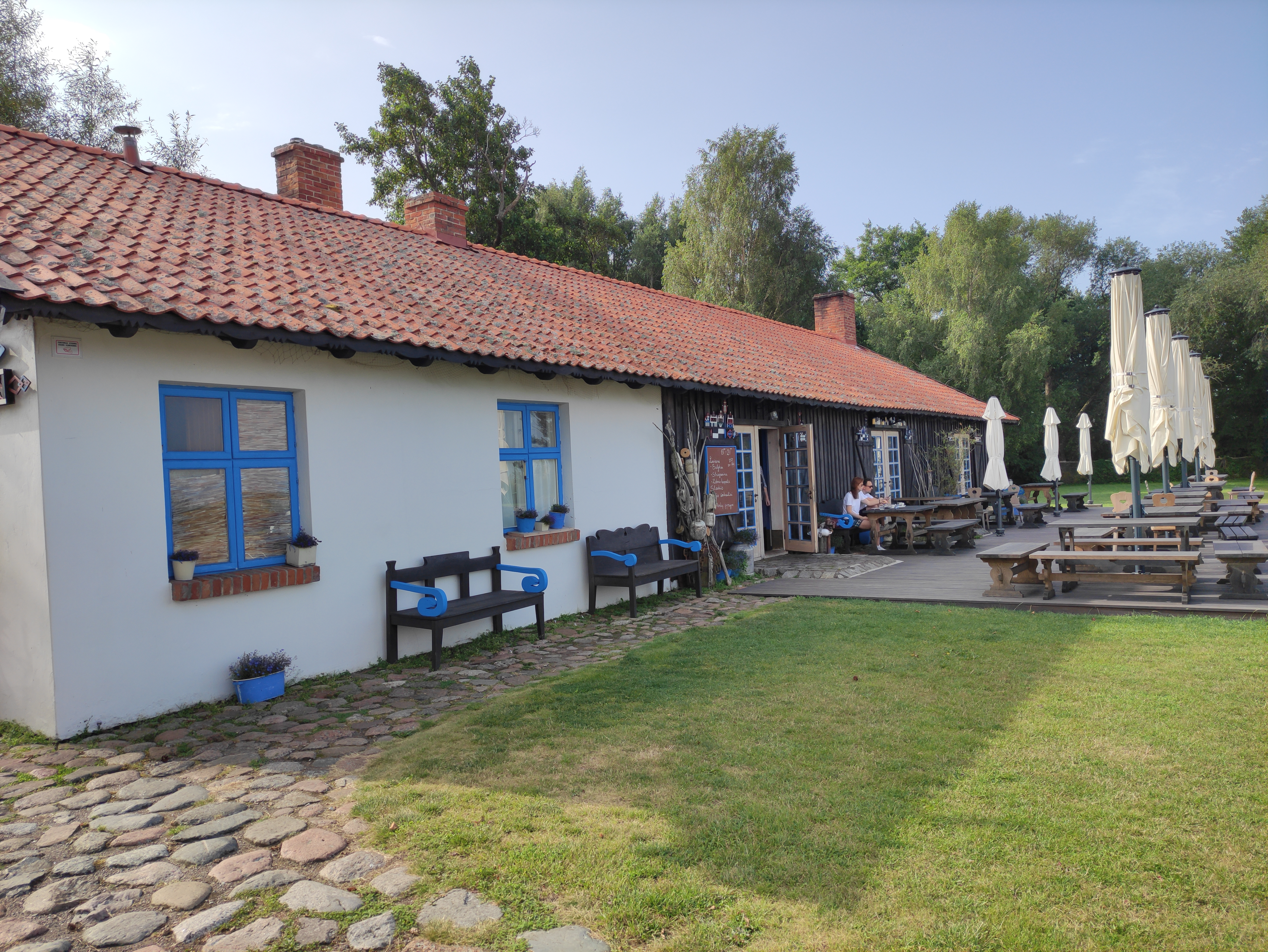
Exteriér restaurace
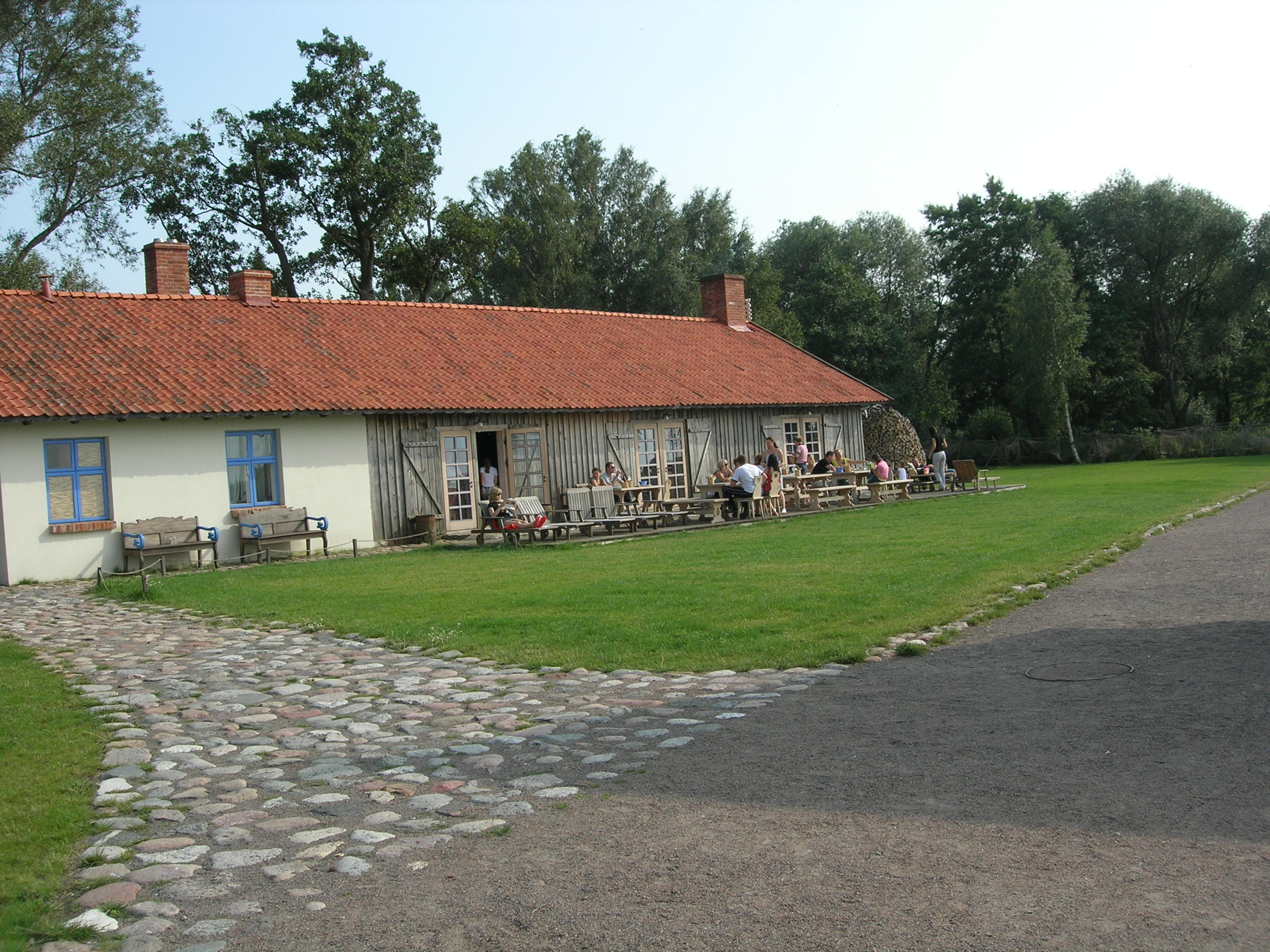
Exteriér restaurace
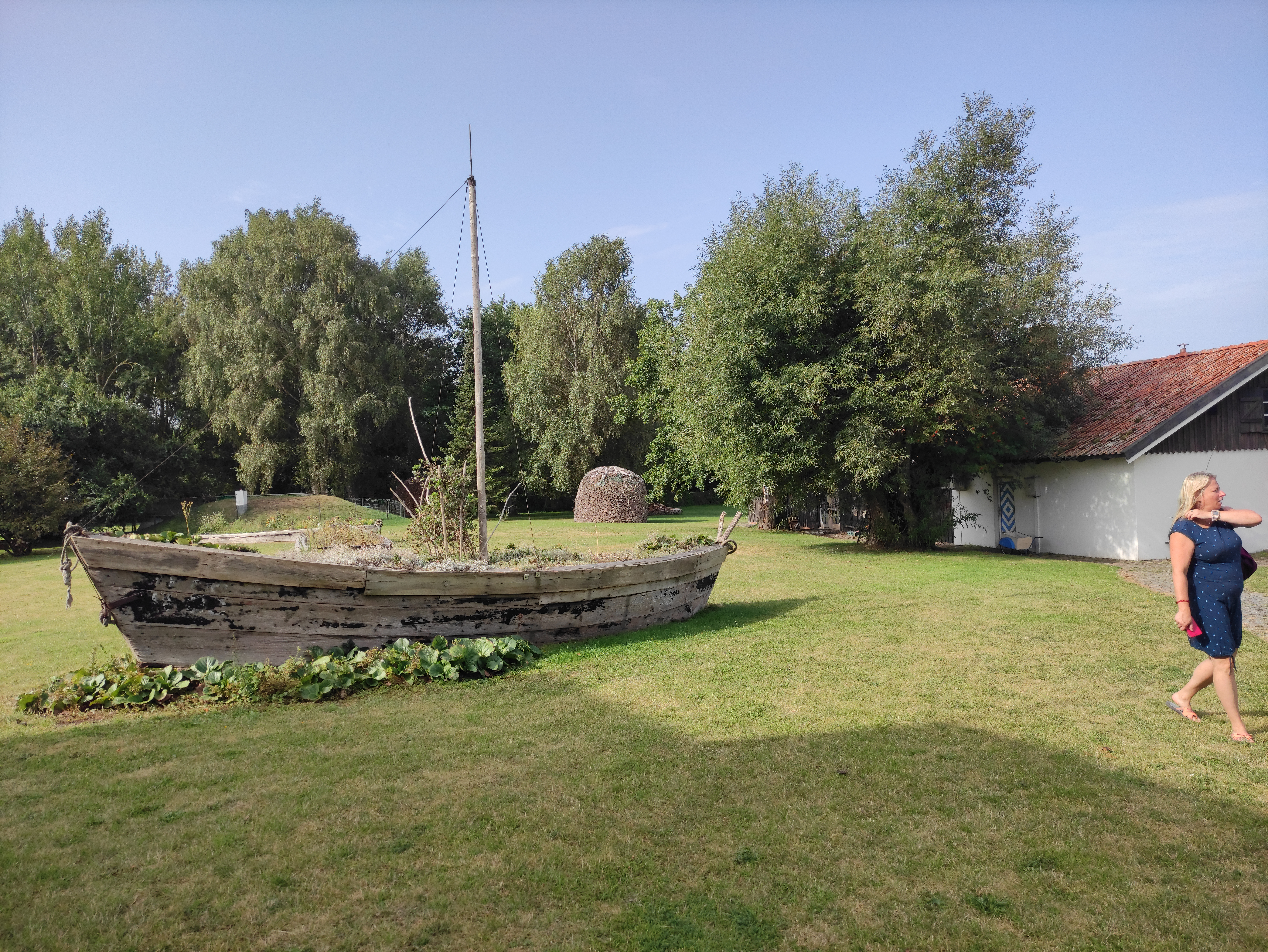
Exteriér restaurace
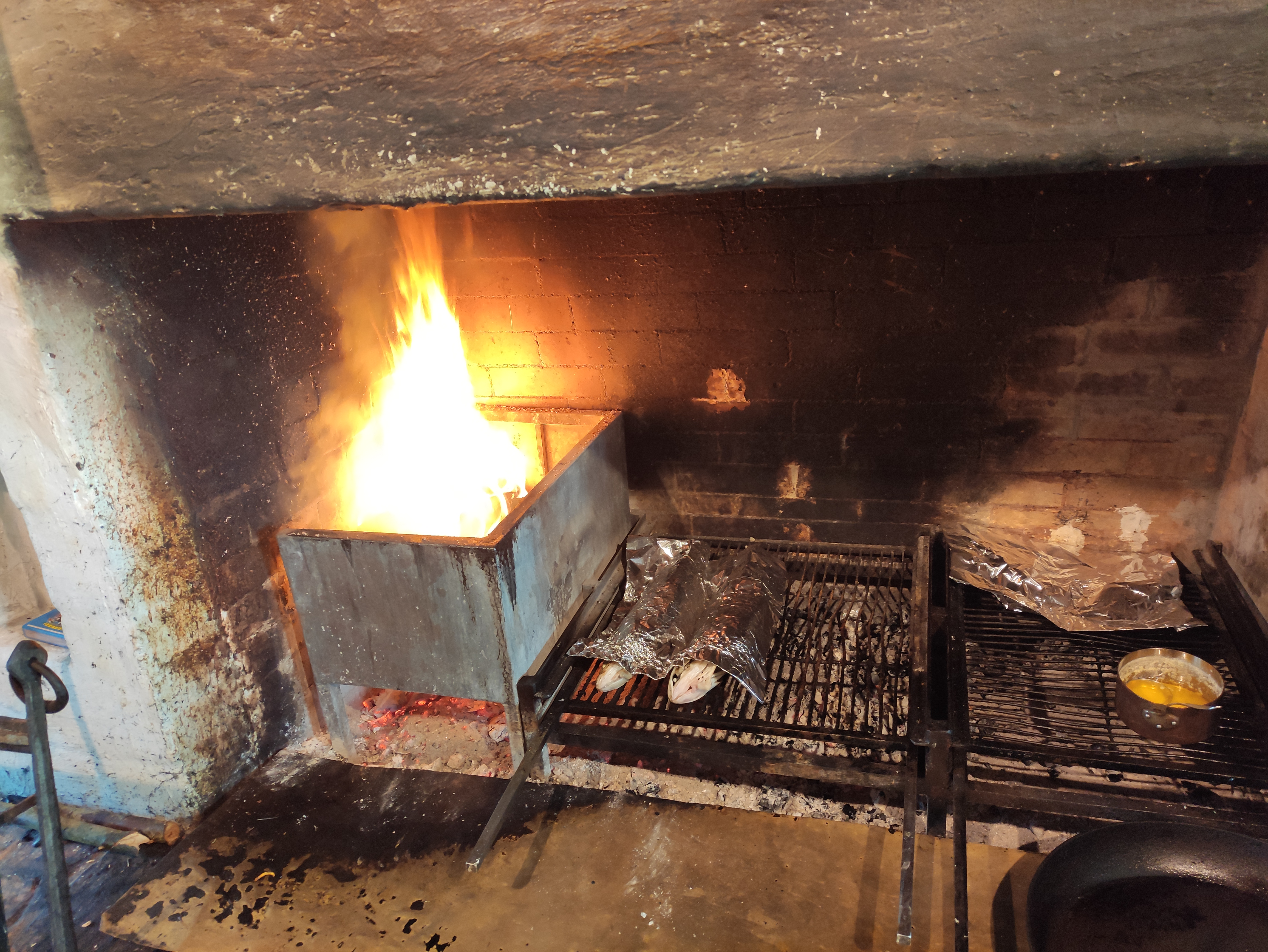
Pečení ryb v krbu
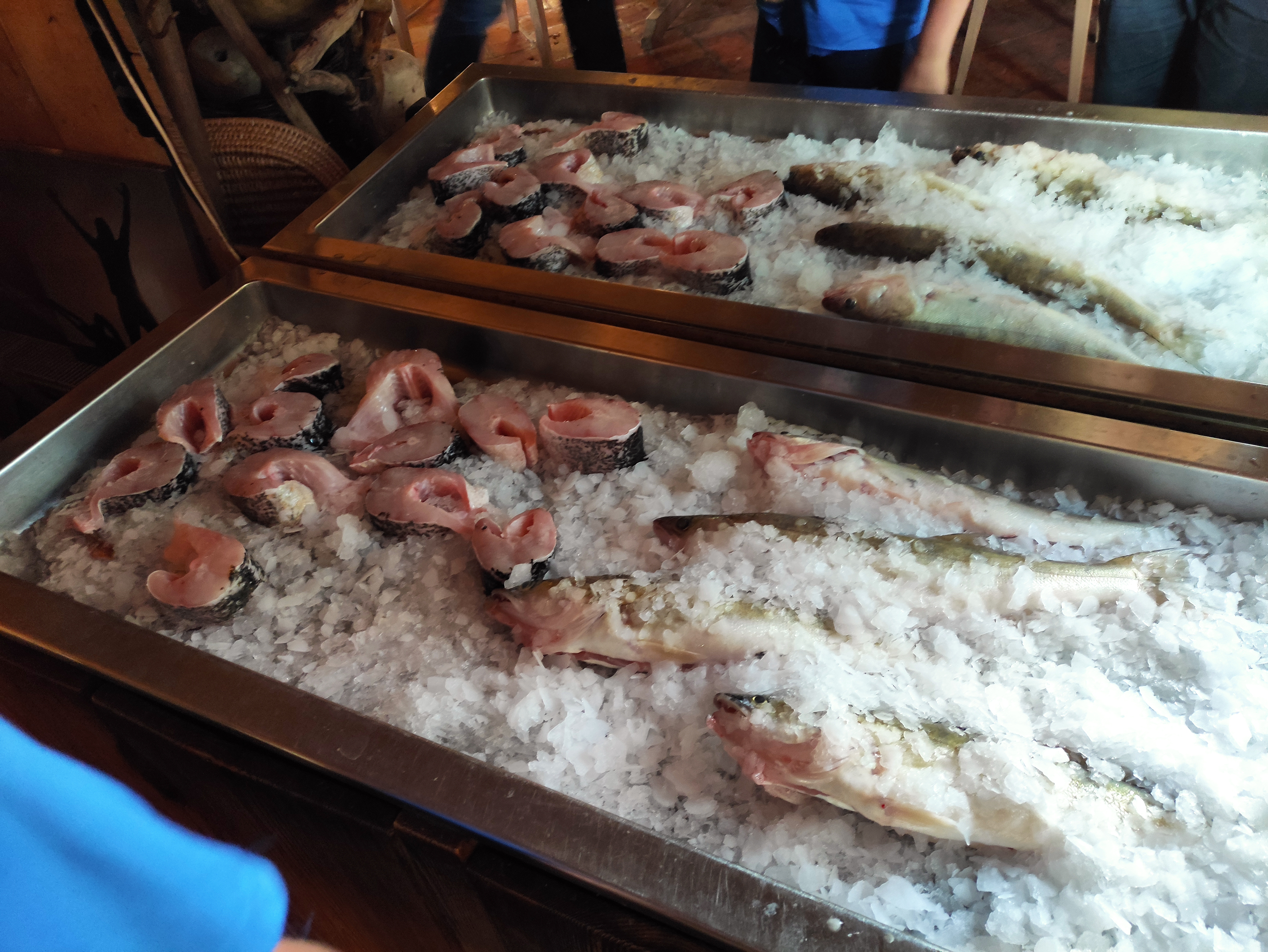
Čerstvé ryby v ledu